# Колібрі-лісовичок
Колі́брі-лісовичо́к (Thalurania) — рід серпокрильцеподібних птахів родини колібрієвих (Trochilidae). Представники цього роду мешкають в Центральній і Південній Америці.

## Опис
Довжина колібрі-лісовичків коливається від 8,5 до 13 см. а вага — від 3 до 6 г. Вони мають довгий, прямий або дещо витягнутий чорний дзьоб, відносно короткі крила і довгий, синювато-чорний хвіст, більш або менш глибоко роздвоєний. Колібрі-лісовичкам притаманний статевий диморфізм. У самців горло райдужно-зелене, тім'я синьо-зелене або пурпурове, груди, нижня частина живота і спина або контрастно сині або райдужно-зелені. У самиць груди сірі або білуваті, а спина зелена, іноді з бронзовим відтінком.
Колібрі-лісовички поширені у вологих тропічних лісах, на узліссях і галявинах, у вторинних заростях, в садах і на плантаціях, іноді в саванах. Живляться нектаром, є основими запиювачами деяких видів з роду Vriesea.

## Види
Виділяють чотири види:
- Колібрі-лісовичок фіолетоволобий (Thalurania colombica)
- Колібрі-лісовичок буроголовий (Thalurania furcata)
- Колібрі-лісовичок довгохвостий (Thalurania watertonii)
- Колібрі-лісовичок синьоголовий (Thalurania glaucopis)

У 2009 році в Колумбії був відкритий новий вид колібрі-лісовичків — T. nigricapilla, однак він не був визнаний більшістю дослідників.
Мексиканського колібрі-лісовичка раніше відносили до роду Thalurania, однак за результатами молекулярно-філогенетичного дослідження 2014 року, яке показало поліфілітичність цього роду, його було переведено до роду Колібрі-жарокрил (Eupherusa).

## Етимологія
Наукова назва роду Thalurania походить від сполучення слів дав.-гр. χαλυψ — сталь і ουρα — хвіст.